# Rob Gardner
Rob Gardner es un baterista de rock que tocó en las primeras formaciones de bandas de hard rock como Guns N' Roses y L.A. Guns.
Tocó en ambas bandas con Axl Rose y Tracii Guns. También tocó con L.A. Guns junto a Michael Jagosz, quien reemplazó a Axl Rose en L.A. Guns. Participó en la grabación de la Edición de Colección No. 1 de sencillos de L.A. Guns.
Fue reemplazado en Guns N' Roses por Steven Adler en 1985.